# Marcia di Radetzky
La marcia di Radetzky (Radetzky-Marsch in tedesco) è una marcia militare composta da Johann Strauss padre. Fu composta in onore del maresciallo Josef Radetzky per celebrare la riconquista austriaca di Milano dopo i moti rivoluzionari in Italia del 1848.

## Storia

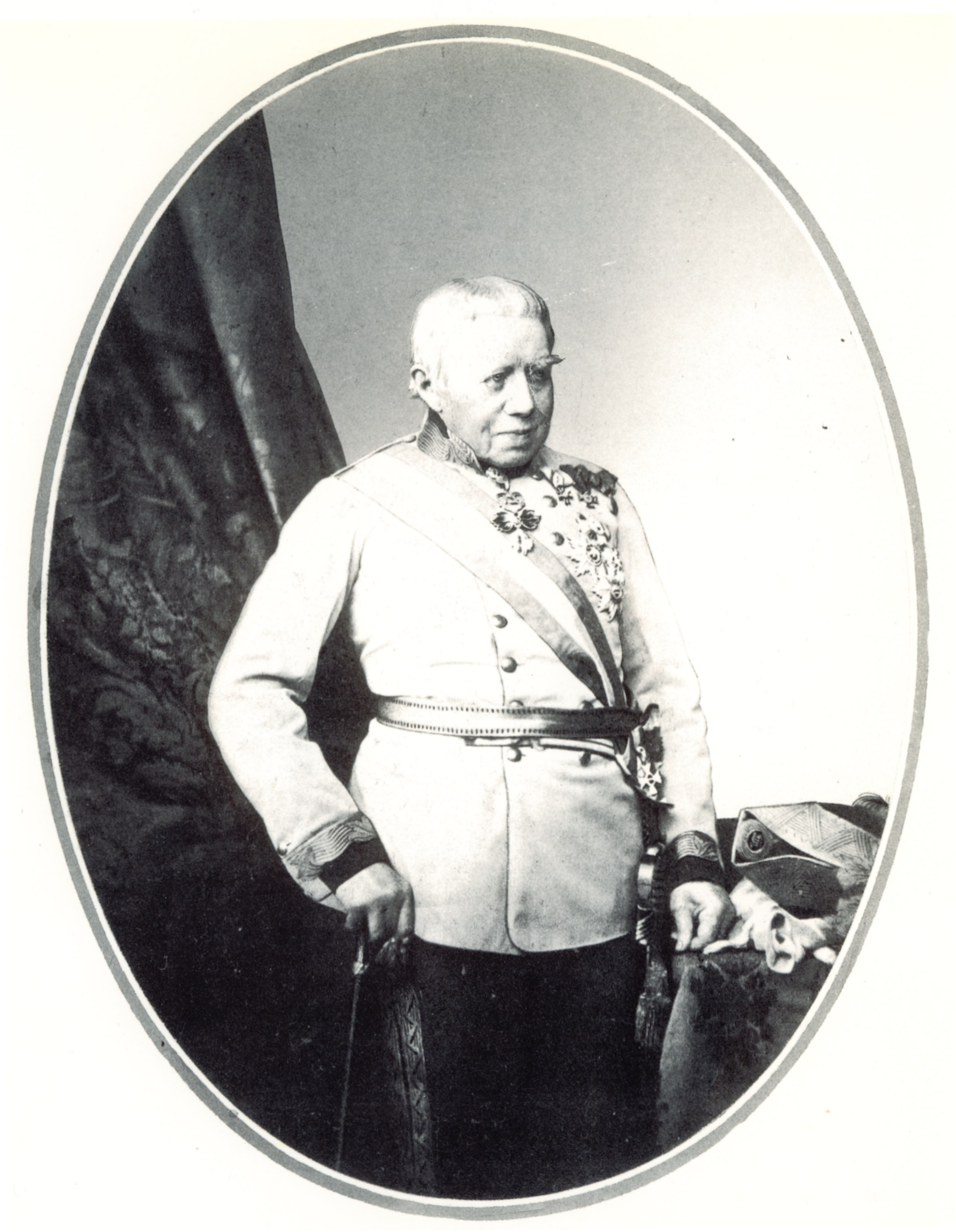
Il feldmaresciallo Radetzky in una fotografia del 1857

La rivoluzione che scoppiò a Vienna (come in molte altre città europee) il 23 marzo 1848 non fu l'unica minaccia che la monarchia asburgica dovette affrontare. Dopo una lunga serie di scontri militari durante la primavera e l'inizio dell'estate di quello stesso anno, il 25 luglio 1848 l'ottantaduenne comandante in capo dell'esercito imperiale, Johann Joseph Wenzel, conte Radetzky Von Radetz (1766-1858), riuscì a guidare le truppe imperiali in una decisiva vittoria sulle forze militari della famiglia Savoia nella località di Custoza. Dopo tale vittoria l'esercito di Radetzky si diresse a Milano, dove il re Carlo Alberto di Savoia dimostrò tutta la propria ostilità agli austriaci prima di essere costretto a ritirarsi nuovamente in Piemonte. 
Il 6 agosto Radetzky col suo esercito entrò marciando a Milano: tre giorni dopo l'Austria e il Regno dei Savoia conclusero l'armistizio (9 agosto), con l'obbligo per le forze militari di lasciare Lombardia e Veneto, precedentemente occupati. Furono questi gli eventi che portarono all'interruzione della prima guerra d'indipendenza italiana che si sarebbe conclusa l'anno successivo con la sconfitta delle forze sardo-piemontesi a Novara.
A Vienna, ancora in preda alla rivoluzione, questo significativo evento militare venne accolto con grande gioia dai fedelissimi della monarchia asburgica. Fra questi fedeli, l'intraprendente Friedrich Pelikan, funzionario statale e anche proprietario del ”Café-pavilion” sulla Wasserglacis di Vienna. Insieme a Carl Hirsch (un esperto di illuminazioni), Pelikan colse al volo la vittoria di Radetzky per organizzare per la sera del 31 agosto 1848 nel suo ”Café-pavilion” sulla distesa verde della Wasserglacis un "Festival per la Gran vittoria, con allegorica e simbolica rappresentazione e luminarie eccezionali, in onore dei nostri coraggiosi soldati in Italia, e per beneficenza ai soldati feriti".
I volantini che pubblicizzarono l'evento del 31 agosto annunciarono anche che il direttore dei balli imperiali di corte Johann Strauss avrebbe diretto la musica avendo l'onore di dare l'anteprima, tra i vari brani musicali, anche di una nuova marcia dal titolo Radetzky-Marsch, composta in onore del comandante e dell'esercito imperiale. Secondo l'amico e collega musicista di Strauss, Philipp Fahrbach senior (1815-1885), la marcia prevista per i festeggiamenti, al 13 agosto, non era stata ancora creata. Tuttavia, grazie alle pressioni di Fahrbach, Strauss scrisse il nuovo lavoro in appena due ore.
Il successo della Radetzky-Marsch fu evidente fin dall'inizio. Il Wiener Allgemeine Theaterzeitzung, nella sua edizione del 2 settembre, riportò a proposito dell'esecuzione:
(Wiener Allgemeine Theaterzeitzung)

## Esecuzioni
La Marcia di Radetzky è, tradizionalmente, il brano che chiude il concerto di Capodanno che l'Orchestra Filarmonica di Vienna tiene ogni anno al Musikverein. Da svariati anni il pubblico presente in sala partecipa attivamente all'esecuzione battendo il tempo con le mani. Spesso lo stesso direttore d'orchestra si volta verso la platea e dirige tutti i presenti nella sala conducendoli come fossero un altro strumento.
Dal 1896 è la marcia di presentazione della Escuela Militar del Libertador Bernardo O'Higgins dell'Esercito del Cile. Il 1º Reggimento di Cavalleria delle Dragoon Guards della Regina del Regno Unito l'ha adottata come marcia d'ordinanza veloce.

## Influenze
La marcia di Radetzky è anche il titolo di un libro di Joseph Roth del 1932.